# Clayton Ince
Clayton Ince (ur. 13 lipca 1972 w Arima na wyspie Trynidad), piłkarz pochodzący z Trynidadu i Tobago, grający na pozycji bramkarza.
Ince zaczynał piłkarską karierę jako obrońca, dopiero z czasem zaczął grać na pozycji bramkarza. Pierwsze kluby w karierze Ince’a to małe kluby z Trynidadu: Fulham, Memphis oraz Airports Authority. Pierwszym poważniejszym w karierze był jeden z większych klubów na wyspie – Defence Force. Z czasem był uznawany za jednego z najlepszych bramkarzy na Karaibach. W 1997 roku został uznany przez Piłkarską Federację Trynidadu i Tobago najlepszym piłkarzem w kraju. Natomiast 2-krotnie został uznany za najlepszego bramkarza Pucharu Karaibów.
W 1999 roku Ince trafił na okres próbny do walijskiego zespołu, grającego w lidze angielskiej, Wrexham AFC. Jednak klub nie mógł podpisać z nim kontraktu. We wrześniu tamtego roku podpisał kontrakt z Crewe Alexandra. Jednak w klubie tym nie miał szans na grę, toteż wypożyczono go na 3 miesiące do szkockiego Dundee FC, gdzie nie rozegrał żadnego meczu. Do Crewe powrócił w listopadzie 2000. Klub wystawił go na listę transferową, jednak pierwszy bramkarz zespołu, Jason Kearton, odszedł z klubu, toteż Ince trafił do pierwszego składu. Po rozegraniu około 200 meczów dla Crewe Ince opuścił klub, gdyż skończył mu się kontrakt. Trafił do zespołu z Football League Championship, do Coventry City, ale rozegrał tam tylko jedno spotkanie i niedługo potem trafił do Walsall F.C.
W reprezentacji Trynidadu i Tobago Ince debiutował 4 kwietnia 1997 roku w przegranym 0:1 meczu z reprezentacją Barbadosu. Selekcjoner Leo Beenhakker zabrał Ince’a, jako trzeciego bramkarza, na finały Mistrzostw Świata w Niemczech. Jednak tam Ince nie zagrał ani razu, a reprezentacja Trynidadu i Tobago wróciła do domu po fazie grupowej.